# Rachel David
Rachel David – amerykańska aktorka znana z występów w serialach telewizyjnych, filmach fabularnych i spotach reklamowych. Kojarzona głównie z postacią Moonglow Hardin, w którą w latach 1999–2000 wcielała się w serialu Z życia gwiazd.

## Filmografia
- 2002: May jako Petey
- 2001: Przyjaciele (Friends) jako balerina (serial TV)
- 2000: Czarodziejki (Charmed) jako Kate (serial TV)
- 1999–2000: Z życia gwiazd (Movie Stars) jako Moonglow Hardin (serial TV)
- 1999: Dzielny pies Shiloh 2 (Shiloh 2: Shiloh Season) jako Becky Preston
- 1998: Tragiczny lot 1025 (Blackout Effect) jako Billie Sterling

## Nagrody i wyróżnienia
- 2000:
  - Nagroda Młodych Artystów w kategorii najlepszy występ w filmie kinowym lub telewizyjnym − zespół młodych aktorów (współlaureaci: Zachary Browne, Marissa Leigh, Joe Pichler, Caitlin Wachs) za rolę w filmie Dzielny pies Shiloh 2
  - nominacja do Nagrody Młodych Artystów w kategorii najlepszy występ w serialu komediowym − młody/a aktor/ka w wieku lat 10 lub młodszym za rolę w serialu Z życia gwiazd
- 2001:
  - nominacja do Nagrody Młodych Artystów w kategorii najlepszy występ gościnny w serialu dramatycznym − młoda aktorka za rolę w serialu Czarodziejki